# Hrabstwo Umatilla
Hrabstwo Umatilla (ang. Umatilla County) – hrabstwo w stanie Oregon w Stanach Zjednoczonych. Obszar całkowity hrabstwa obejmuje powierzchnię 3231,25 mil² (8368,9 km²). Według szacunków United States Census Bureau w roku 2009 miało 73 347 mieszkańców.
Hrabstwo powstało w 1862 roku. 

## Miasta[4]
- Adams
- Athena
- Echo
- Helix
- Hermiston
- Milton-Freewater
- Pendleton
- Pilot Rock
- Stanfield
- Ukiah
- Umatilla
- Weston

## CDP[4]
- Cayuse
- Gopher Flats
- Kirkpatrick
- Mission
- Riverside
- Tutuilla
- Umapine